# Helius mesorhynchus
Helius mesorhynchus là một loài ruồi trong họ Limoniidae. Chúng phân bố ở miền Australasia.